# Isaiah Osbourne
Isaiah George Osbourne, född 15 november 1987 i Birmingham, är en engelsk fotbollsspelare. Han har meriter från spel i Englands U16 landslag. Hans bror Isaac Osbourne är även han professionell fotbollsspelare.
Osbourne är fotbollsfostrad i Aston Villa och spelade 19 ligamatcher för klubben mellan 2006 och 2011 innan han släpptes på fri transfer i slutet av maj 2011.